# Lemvig (općina)
Lemvig je općina u danskoj regiji Središnji Jutland.

## Zemljopis
Općina se nalazi u zapadnom dijelu poluotoka Jutlanda, prositire se na 508,17 km2.

## Stanovništvo
Prema podacima o broju stanovnika iz 2010. godine općina je imala 21.790 stanovnika, dok je prosječna gustoća naseljenosti 42,88 stan/km2. Središte općine je grad Lemvig.

### Veća naselja
| Veća naselja u općini |              |                    |
| Br.                   | Naselje      | Stanovnika (2010.) |
| 1.                    | Lemvig       | 7.195              |
| 2.                    | Thyborøn     | 2.262              |
| 3.                    | Harboøre     | 1.627              |
| 4.                    | Nørre Nissum | 1.032              |
| 5.                    | Bøvlingbjerg | 591                |
| 6.                    | Bækmarksbro  | 546                |
| 7.                    | Ramme        | 448                |
| 8.                    | Klinkby      | 365                |
| 9.                    | Lomborg      | 337                |
| 10.                   | Bonnet       | 225                |

## Vanjske poveznice
- Službena stranica općine